# Trubbnosfästing
Trubbnosfästing eller Haemaphysalis punctata är en fästingart som beskrevs av Giovanni Canestrini och Filippo Fanzago 1878. Enligt Catalogue of Life ingår Haemaphysalis punctata i släktet Haemaphysalis och familjen hårda fästingar, men enligt Dyntaxa är tillhörigheten istället släktet Haemaphysalis och familjen Amblyommidae. Arten är reproducerande i Sverige. Inga underarter finns listade i Catalogue of Life.
Svenska namn på 24 arter fästingar fastställdes av Statens Veterinärmedicinska Anstalt, SVA, den 4 september 2017. Haemaphysalis punctata fick då det svenska namnet trubbnosfästing. Arten har påträffats i Sverige.